# Vieillevigne

Localització de Vieillevigne

Vieillevigne (en bretó Henwinieg, en gal·ló Véllevègne) és un municipi francès, situat a la regió de Loira Atlàntic, al departament de Loira Atlàntic, que històricament ha format part de la Bretanya. L'any 2006 tenia 3.726 habitants. Limita amb els municipis de Remouillé i La Planche a Loira Atlàntic, Saint-Philbert-de-Bouaine, Rocheservière, Mormaison, Saint-André-Treize-Voies, Boufféré i Saint-Hilaire-de-Loulay a Vendée..

## Demografia
| 1962                                       | 1968  | 1975  | 1982  | 1990  | 1999  |
| ------------------------------------------ | ----- | ----- | ----- | ----- | ----- |
| 2.788                                      | 2.892 | 2.793 | 2.948 | 3.127 | 3.263 |
| Des de 1962: població sense dobles comptes |       |       |       |       |       |

## Administració
| Període   | Identitat      | Partit        |
| --------- | -------------- | ------------- |
| 2001-2008 | Daniel Bolteau | Divers droite |
| 2008-     | Nelly Sorin    |               |